# Дорджи, Сонам Тобгай
Раджа Сонам Тобгай Дорджи (1896—1953) — представитель рода Дорджи, политический деятель Бутана, главный министр страны с 1917 до 1952 года в королевском правительстве сначала первого, а затем второго короля Бутана. В этот период он также занимал должности Деб Зимпона (главный секретарь) и торгового агента правительства Бутана. Приложил значительные усилия к обновлению политической системы Бутана и модернизации страны.
Тобгай был сыном Кази Угьена Дорджи, советника Угьена Вангчука до и после восхождения последнего на престол.
Тобгай был женат (5 апреля 1918) на Рани Чуни Вангмо (англ. Mayeum Choying Wangmo Dorji), младшей дочери махараджи Сиккима. В браке у них родилось трое сыновей и двое дочерей.
Старший сын Тобгая, Джигме, родился в 1919 году, был премьер-министром Бутана с 1952 до 1964 года. Был убит во время противостояния сторонников семьи Дорджи и роялистов. Второй сын Тобгая, Угьен, родился в 1933 году. В раннем возрасте был провозглашён ламой. Младший сын, Льендуп «Ленни» Дорджи, родился 6 октября 1935 года, с 1964 года исполнял обязанности премьер-министра.
Старшая дочь Тобгая, Аши Таши Дорджи, занимала пост губернатора Восточного Бутана. 5 октября 1951 года его младшая дочь, Кесанг Чоден, вышла замуж за третьего короля страны Джигме Дорджи Вангчука, в результате чего породнились две влиятельных семьи Бутана.